# EuroBasket
O EuroBasket é um campeonato de basquetebol masculino, organizado pela FIBA Europa, no qual se enfrentam as melhores seleções nacionais europeias. É disputado de dois em dois anos, tendo sua primeira edição ocorrido em 1935. Entre 1940 e 1945 não se realizou devido à Segunda Guerra Mundial. .

## História

### Os Anos 30

#### A Criação
A FIBA (Federação Internacional de Basquetebol; francês:Fédération Internationale Basketball) havia sido fundada em 1932, dois anos antes de ter o Basquetebol reconhecido como desporto olímpico pelo Comitê Olímpico Internacional e sendo admitido na programação dos Jogos Olímpicos de Verão de 1936 em Berlim. Como preparação para torneio olímpico de 1936, a recém fundada entidade decidiu promover uma competição européia como evento-teste para 1935.
A sede da FIBA ficava em Genebra, sendo assim o Secretário Geral William Jones agendou o torneio para maio de 1935 em Genebra, Suíça. Dez equipes se inscreveram para o evento inaugural e houve apenas um jogo pré-classificatório entre Espanha e Portugal em Madri apitado pelo espanhol Mariano Manent. A Espanha venceu a partida por 33-12, mas mesmo com a arbitragem unilateral de um espanhol, ambas as equipes não culparam o árbitro por nada que ocorreu na partida e felicitaram-no ao término da partida.

#### A Edição Inaugural
As dez equipes viajaram para Genebra de trem, tendo a Grécia sendo sentida como notável ausência devido problemas de ordem financeira. A Espanha caminhava na mesma direção de desistência, quando nos últimos momentos o Gonzalo Aguirre, então presidente da Federação Espanhola de Basquete, conseguiu arrecadar os fundos necessários para a delegação participar do evento.
Durante o desenrolar do torneio, verificou-se que a tabela era problemática e colocava cinco equipes entre os semifinalistas. Decidiu-se que Suíça e Itália fariam uma partida classificatória, sendo assim a equipe da casa se juntou à Espanha, Checoslováquia e Letônia nas semifinais. Enfim a Letônia que tinha desenvolvido bastante sua equipe com a chegada de instrutores do YMCA, triunfou sobre a Espanha e consagrou-se o primeiro campeão europeu.

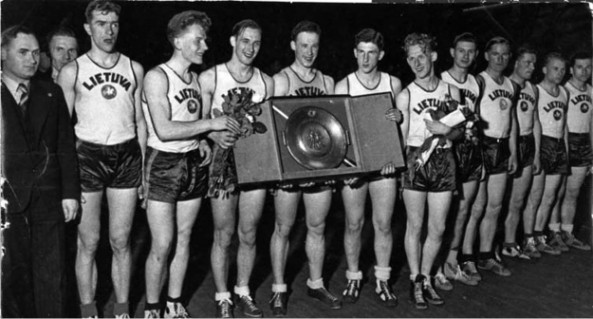
Seleção Lituana Campeão do EuroBasket 1937

#### O Poder Báltico
A FIBA optou como regra que o país campeão sediasse a próxima edição do torneio agendada para 1937 em Riga, Letônia. Os organizadores escolheram como ginásio para a competição uma velha fábrica abandonada que foi restaurada e abriu capacidade para 3000 espectadores. Os vizinhos da Letônia, a Lituânia estrearam na competição e capitaneados por Frank Lubin (Pranas Lupinas) conquistaram 1937 e 1939. Mais tarde com a anexação dos Estados Bálticos pela União Soviética, muitos dos membros das esquadras soviéticas era de origem báltica, letões, lituanos e estonianos.

#### A influência Africana

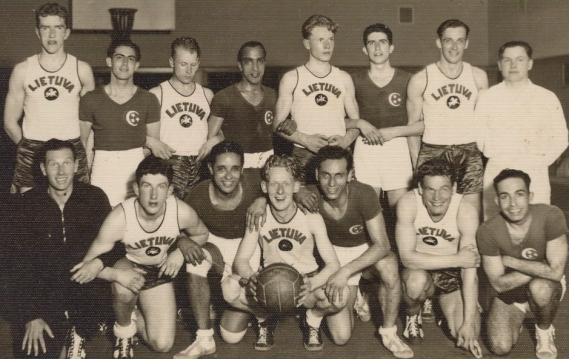
Atletas da Lituânia posando juntamente com o do Egito

Em 1937 a FIBA concedeu permissão o Egito para disputar o EuroBasket por causa da falta de adversários no continente africano. A conexão dos egípcios com o EuroBasket foi adensada em 1949 quando a competição foi sediada no Cairo e o Egito sagrou-se campeão.

#### Problemas com Nacionalidade

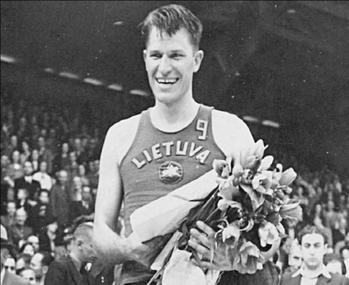
Frank Lubin, Herói de duas nações e campeão do EuroBasket em 1937 e 1939

Um problema encontrado pela FIBA no primeiros anos era a "exportação" de norte-americanos disputando torneios nos Estados Unidos e na Europa. O caso mais contundente foi o do lituano Pranas Lupinas que havia disputado os Jogos Olímpicos de Verão em 1936 e sido campeão pelos Estados Unidos. A FIBA solicitou sua certidão de nascimento e os dirigentes lituanos produziram uma certidão com nascimento registrado em Kaunas. A FIBA não se convenceu e solicitou ao AAU (Amateur Athletics Association) uma certidão de Frank Lubin onde a data de nascimento era a mesma e os dados idem, porém o nascimento tinha se dado em Los Angeles. Quando a cópia chegou à FIBA o EuroBasket de 1939 já havia terminado e logo veio a Segunda Guerra Mundial, pondo fim as possíveis sansões.

### Anos 40

#### Os anos pós-guerra
A Segunda Guerra Mundial tinha causado grandes prejuízos sócio-econômicos em toda a Europa e além disso o mapa do continente havia sofrido grandes mudanças. Uma das mais sentidas foi com os dois primeiros campeões do EuroBasket, Letônia e Lituânia, que foram anexados juntamente com a Estônia à União Soviética, e passaram a competir todos sobre bandeira soviética.
A FIBA planejava organizar um campeonato em 1945 buscando acelerar a cura das mazelas sofridas durante os combates, porém as federações nacionais encontravam-se esfaceladas e muitos jogadores haviam prestado serviço militar. O torneio acabou sendo realizado em 1946, novamente em Genebra, Suíça.
Dois jogadores notáveis neste período foram o italiano Giuseppe Stefanini, precursor do arremesso de jump, e checoslovaco Ivan Mrázek, pivô de 1,93m, que foi considerado durante muito tempo o melhor jogador europeu da história.
No EuroBasket de 1947, realizado em Praga, Checoslováquia foi a edição em que dois gigantes do basquetebol mundial estrearam, União Soviética e Iugoslávia, que conquistaram muitas medalhas em EuroBaskets, Jogos Olímpicos e Campeonatos Mundiais. A União Soviética conquistou a medalha de ouro em sua estréia, e a Iugoslávia iniciou mais discretamente conquistando medalhas apenas em 1961.

#### Fato Curioso da Época
A União Soviética havia adquirido o direito de sediar o EuroBasket de 1949 após ter vencido a edição de 1947, porém declinaram do direito e desistiram de organizar o evento. A Checoslováquia que havia conquistado a medalha de prata havia sediado o evento em 1947 e coube ao Egito, medalha de bronze, a organização segundo as regras da FIBA na época. Esse fator configurou o EuroBasket 1949 como o mais atípico da história, sendo que de oito equipes apenas cinco era do continente europeu e o Egito, que atualmente disputa o Afrobasket, conquistou o troféu. A debandada das potências europeias da época deu-se por causa das viagens aéreas que à época eram pouco seguras e justamente naquele ano houve a queda do avião com toda a equipe do Torino  (conhecida como A Tragédia de Superga). Desta forma apenas a França que havia participado de todos os EuroBaskets disputou a edição.
Com a baixa adesão, Síria e Líbano foram persuadidos a participar para totalizar oito participantes. O torneio terminou com além da medalha de ouro do Egito, medalha de prata da França e a Grécia com a medalha de bronze.

### Anos 50

#### A Dinastia Soviética

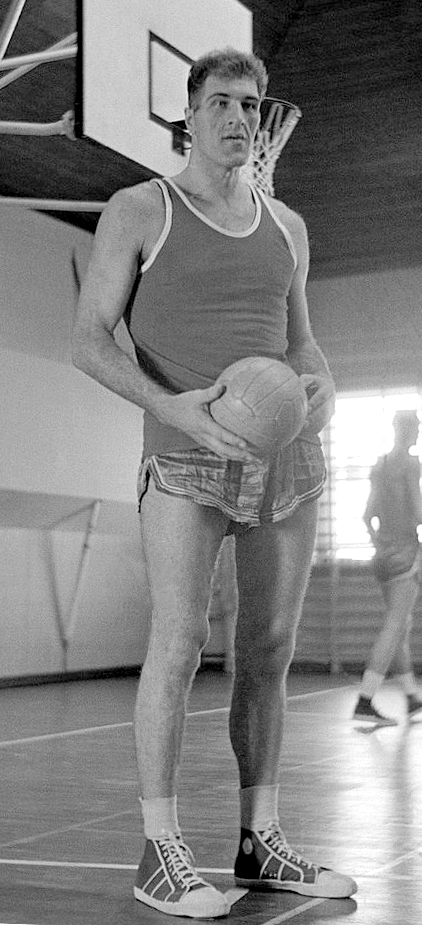
Jānis Krūmiņš, o gigante soviético

Os Soviéticos conquistaram uma hegemonia jamais igualada nas quadras europeias, sendo que nos anos 50 conquistaram quatro em cinco edições disputadas com a incrível marca de 47 vitórias em 49 jogos disputados. Foi apenas do EuroBasket 1955 em Budapeste que eles sofreram as duas derrotas e terminaram com a medalha de bronze.
Os trunfos soviéticos couberam a lituano Stepas Butautas, cestinha no EuroBasket de 1951 e o gigante e o letão Jānis Krūmiņš que possuía 2,13m enquanto a maioria dos grandes pivôs pouco superavam os dois metros de altura. Em termos atléticos, talvez pouco Krūmiņš representasse frente aos pivôs da atualidade, porém na época certamente ele era intimidante. No final dos anos 50, além de Krūmiņš, havia Aleksandr Petrov com 2,08m, Viktor Zubkov com 2,04m e Gennadi Volnov e Yuri Korneev com 2,01m que certamente resultaram na dominância.

#### Basquete ao ar-livre
As dificuldades do pós-guerra na Europa incluíam a ausência de recintos cobertos adequados para a prática do esporte, bem como a possibilidade de os fãs acompanharem as partidas. Aproveitando-se do fato de que o futebol sempre foi largamente praticado no velho continente, os EuroBaskets foram sediados em estádios abertos, com tablados elevados a exemplo do boxe para que as multidões acompanhassem as partidas. A exceção ficou para o EuroBasket de 1951 com a realização das partidas no Velódrome d'Hiver com capacidade para 12 mil espectadores no recinto usado para ciclismo indoor que sempre foi um esporte de predileção francesa.
Nos tempos em que não havia teletransmissão, muitos aficionados se dirigiam para os estádios para ver o esporte sendo praticado ao vivo.  No EuroBasket de 1957 com final no Estádio Nacional Vasil Levski em Sófia, Bulgária 48 000 espectadores assistiram a final entre União Soviética e a Bulgária.
A FIBA definiu após o EuroBasket de 1959 disputado em Istambul, Turquia que todas as sedes deveriam dispor de arenas cobertas.

### Anos 60

#### Um Novo Sistema de Competição
Até o EuroBasket de 1961 a competição estava aberta para qualquer nação europeia que se inscrevesse, acarretando em crescentes dificuldades de organização pois o interesse de outros países participarem aumentava. Isso mudou em 1961 tendo a FIBA instituído que todas as federações poderiam se inscrever nas fases classificatórias, as quais dariam o direito de participar da fase final entre 16 participantes. Esta decisão entrou em vigor no EuroBasket de 1963 disputado em Breslávia, Polônia.
Outra inovação que se mostrou um sucesso usado até hoje veio no EuroBasket de 1965 que contou com mais de uma cidade-sede quando a organizadora União Soviética propôs dividir as rodadas preliminares entre Tbilisi e Moscou.

#### A Fundação da Era Moderna do EuroBasket

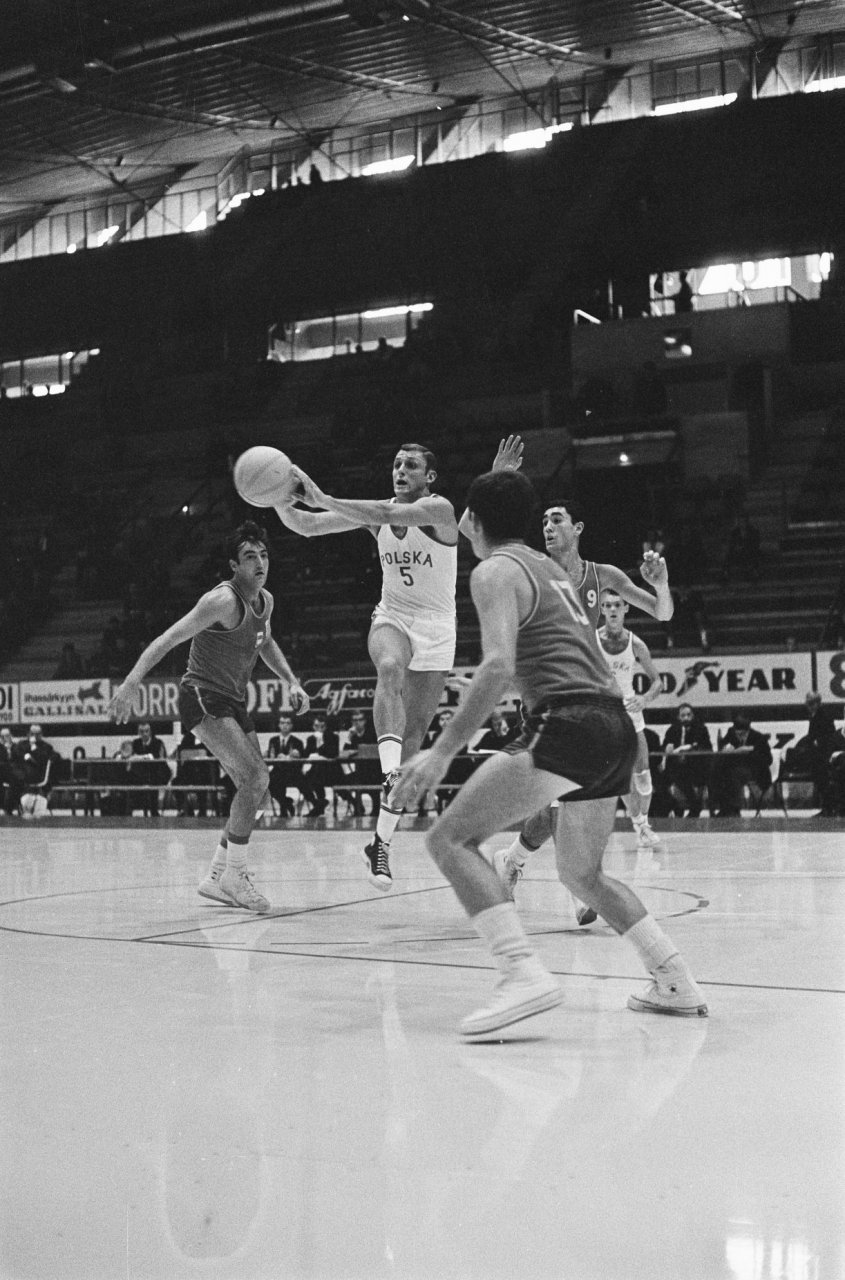
Jogo entre Espanha e Polônia (de uniforme claro) no EuroBasket de 1967

É considerado de maneira unanime que o EuroBasket de 1967 realizado na Finlândia nas cidades de Helsínquia e Tampere como sendo o início da era moderna do EuroBasket, pois foi onde houve transmissão televisiva com vários veículos de comunicação enviando notícias e os jogos para toda a Europa. Os fãs e a mídia podia acompanhar os jogos de Helsínquia em Tampere por circuito fechado e as estatísticas ficavam disponíveis em ambas as sedes. Não é possível hoje imaginar transmissões de partidas profissionais sem qualidade na geração de imagens e a disposição de estatísticas, mas na época foi revolucionário.

#### A Máquina Soviética
Diferentemente dos anos 50, nos anos 60 os soviéticos conquistaram todas as medalhas de ouro disputada nas edições. A hegemonia foi maculada apenas pela derrota na fase preliminar do EuroBasket de 1969, vencidos pelos iugoslavos, mas restabeleceram-se nas fases mais derradeiras culminando na sétima medalha de ouro consecutiva. Ao todo foram 54 vitórias em 55 jogos
Quem dirigia a seleção soviética era o lendário Alexander Gomelsky que além de contar com uma geração poderosíssima, criou um esquema de rodízio de jogadores para que não sobrecarregasse nenhum deles e mantivesse a equipe competitiva. A altura dos alas e pivôs era notória e aliado a isso, tiveram excelentes armadores como o armênio Armenak Alachachian e mais para o final da década a chegada de Sergei Belov considerado um dos melhores jogadores da história do basquetebol europeu.

#### O Despertar dos Iugoslavos

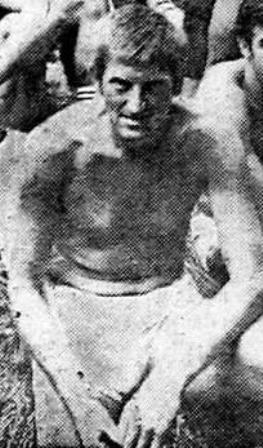
Radivoj Korać

Os iugoslavos até a década de 60 não haviam conseguido resultados expressivos até a realização do EuroBasket de 1961 em Belgrado, Iugoslávia. Registros da época afirmam que 12 000 espectadores assistiram a final entre União Soviética e Iugoslávia, sendo que o basquetebol já era popular nos Balcãs, e viram uma geração capitaneada por Radivoj Korać, considerado o melhor jogador da Europa nesta época, e o armador Ivan Daneau enfrentaram a máquina soviética e foram vencidos por 60-53.
Os Iugoslavos mantiveram-se no pódio durante a década de 60 com exceção do EuroBasket de 1967 quando Ranko Zeravika, treinador visionário da Iugoslávia, decidiu tirar os veteranos da equipe e preparar a equipe para o futuro com média de idade de 22 anos. Em 67 em virtude da inexperiência dos atletas ficaram apenas com o sétimo lugar, mas conquistaram a medalha de prata no Jogos Olímpicos de Verão de 1968 na Cidade do México e surgiu um novo astro no elenco balcânico, Krešimir Ćosić.
O jovem Ćosić media 2,10 m, grande poder defensivo e versatilidade para jogar tanto dentro do garrafão, como fora. Foi ele quem empurrou os iugoslavos para a vitória sobre os soviéticos em 1969 por 73-61 e todos imaginavam que essas equipes se enfrentariam na final. Alexander Gomelsky havia preparado o time e colocou Gennadi Volnov para marcar Ćosić, que marcou apenas 6 pontos.

#### O Primeiro MVP
Foi nos anos 60 que começaram a eleger o "Time ideal do Torneio"  e o MVP (Most Available Player), cabendo a Emiliano Rodríguez o prêmio de MVP em 1963 e um lugar no time ideal ao lado de Mieczysław Łopatka (Polônia), Modestas Paulaskas e Anatoli Polivoda (Uniao Soviética) e Jorma Pilkevaara (Finlândia). O jornal francês L'Équipe considerou Rodríguez uma "arma ofensiva imparável".

#### Soviéticos Vs. Iugoslavos
Nos anos 60 o que começou como uma luta entre Davi e Sansão, com os iugoslavos apenas beliscando medalhas como coadjuvante do vasto poderio soviético, culminou na supremacia nos anos 70. Das cinco edições disputada na década, três ficaram com os iugoslavos e duas com os soviéticos.
A rivalidade foi acirrada e iniciou no Campeonato Mundial de 1970, disputado na Iugoslávia, onde não houve semifinais e final, havendo um grupo com jogos entre todos e o mais colocado seria o campeão. A Iugoslávia teve apenas uma derrota e foi contra os soviéticos. No ano seguinte no EuroBasket de 1971, jogado na Alemanha Ocidental, ambas seleções chegaram à final invictas e mesmo Krešimir Ćosić, eleito MVP da edição, não foi capaz de quebrar a invencibilidade dos soviéticos que conquistaram a oitava medalha de ouro consecutiva.
Em 1973 no Eurobasket na Espanha, a Iugoslávia iniciou seu tri-campeonato (1973, 1975 e 1977), mas a sensação foi a derrota da desfalcada União Soviética (sem Sergei Belov, Vladimir Andreyev e Alzhan Zharmukhamedov) para a Espanha nas semifinais. Sem os poderosos rivais na final, a Iugoslávia venceu com facilidade os donos da casa por 78-67.
Algo que colocava em dúvidas da hegemonia iugoslava era o fato deles não terem vencido os soviéticos em finais, mas no EuroBasket de 1975 com final agendada para o novíssimo Pionir Hall, ambas as equipes invictas na fase preliminar se encontraram na grande final e mesmo o fato de Sergei Belov estar em seu auge e ter marcado 29 pontos, foi insuficiente para conter os iugoslavos que venceram por 90-84.
A final do EuroBasket de 1977 disputado na Bélgica foi uma repetição do que foi visto em Belgrado com nova vitória iugoslava sobre os soviéticos, tri-campeonato e Alexander Gomelsky cravando "Os Iugoslavos são o melhor time de basquete".
No final da década os soviéticos conquistaram o Campeonato Mundial de Basquetebol de 1978 nas Filipinas e confirmaram sua força conquistando o EuroBasket de 1979 jogado na Itália. A Iugoslávia que sofreu um revés logo na primeira partida contra os israelenses de Miki Berkovich (MVP da edição), esmoreceu e ficou com a medalha de bronze.
Do lado ocidental da Cortina de Ferro, Espanha e Itália empurradas por Real Madrid e Ignis Varese (10 finais de Euroliga seguidas) conquistaram importantes medalhas nesta época dominada pelas potencias orientais (União Soviética, Iugoslávia, Polônia e Checoslováquia). Outra seleção que chocou o mundo do basquetebol foi Israel que derrotou os Iugoslavos e conquistou a medalha de prata em 1979.

### Anos 80

#### Uma Nova Geração de Estrelas

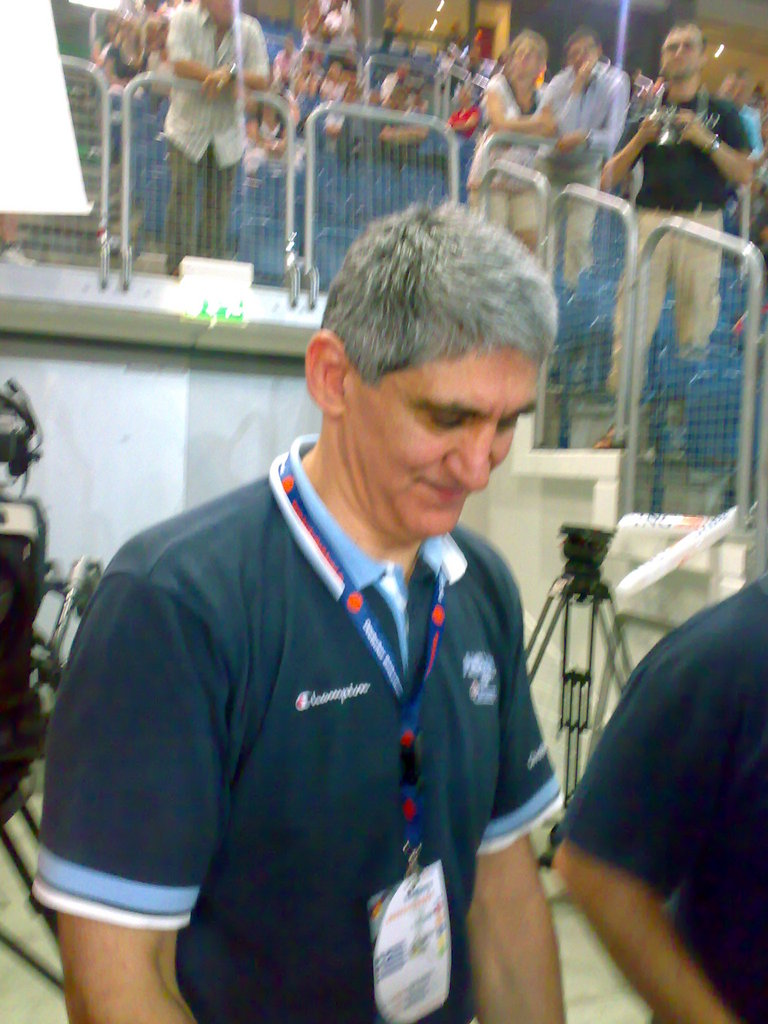
Panagiotis Giannakis campeão como jogador em 1983 e como técnico em 2005

Durante a década de 80 a Europa foi reabastecida com talentos que mais tarde se tornariam lendas como Dražen Petrović, Arvydas Sabonis, Nikos Galis, Panagiotis Giannakis, Toni Kukoc e Fernando Martín. Jogadores talentosos que levaram o basquete europeu a uma nova era. Foi no EuroBasket 1985 na Alemanha que olheiros da NBA foram em massa para ver de perto os talentos do velho continente.
O crescimento do basquetebol na Europa Ocidental prosseguiu de maneira lenta nos anos 80, com exceção da Espanha e da Itália, especialmente com os italianos medalha de prata nos Jogos Olímpicos de 1980 e campeões do EuroBasket de 1983. A geração da "Azzurra" contava com Dino Meneghin, Antonello Riva, Pierluigi Marzorati e Renato Antonello Villalta.
Outra força notável da Europa Ocidental foi a Grécia de Nikos Galis e Panagiotis Giannakis que levaram uma seleção sem grande expressão no cenário do basquete para o título europeu em 1987 em final contra os soviéticos diante de 17 000 espectadores no Estádio da Paz e da Amizade. Nikos Galis marcou 40 pontos, mas o herói foi Argyris Kambouris que marcou os dois lances livres na prorrogação que deram a medalha de ouro para os gregos.

#### O Advento dos 3 Pontos
O arremesso de três pontos havia sido instituído na American Basketball Association (ABA) em 1967, a NBA em 1981, mas a novidade só foi aderida na FIBA após os Jogos Olímpicos de 1984 no EuroBasket 1985. O arremesso de 3 pontos contribuiu para o crescimento da média de pontos das equipes em comparação com as competições anteriores e um exemplo disso foi a média de pontos da União Soviética em 1983 ser 97.2 pontos por jogo, saltar para 109 pontos por jogo.

### Anos 90

#### O Fim de uma Era

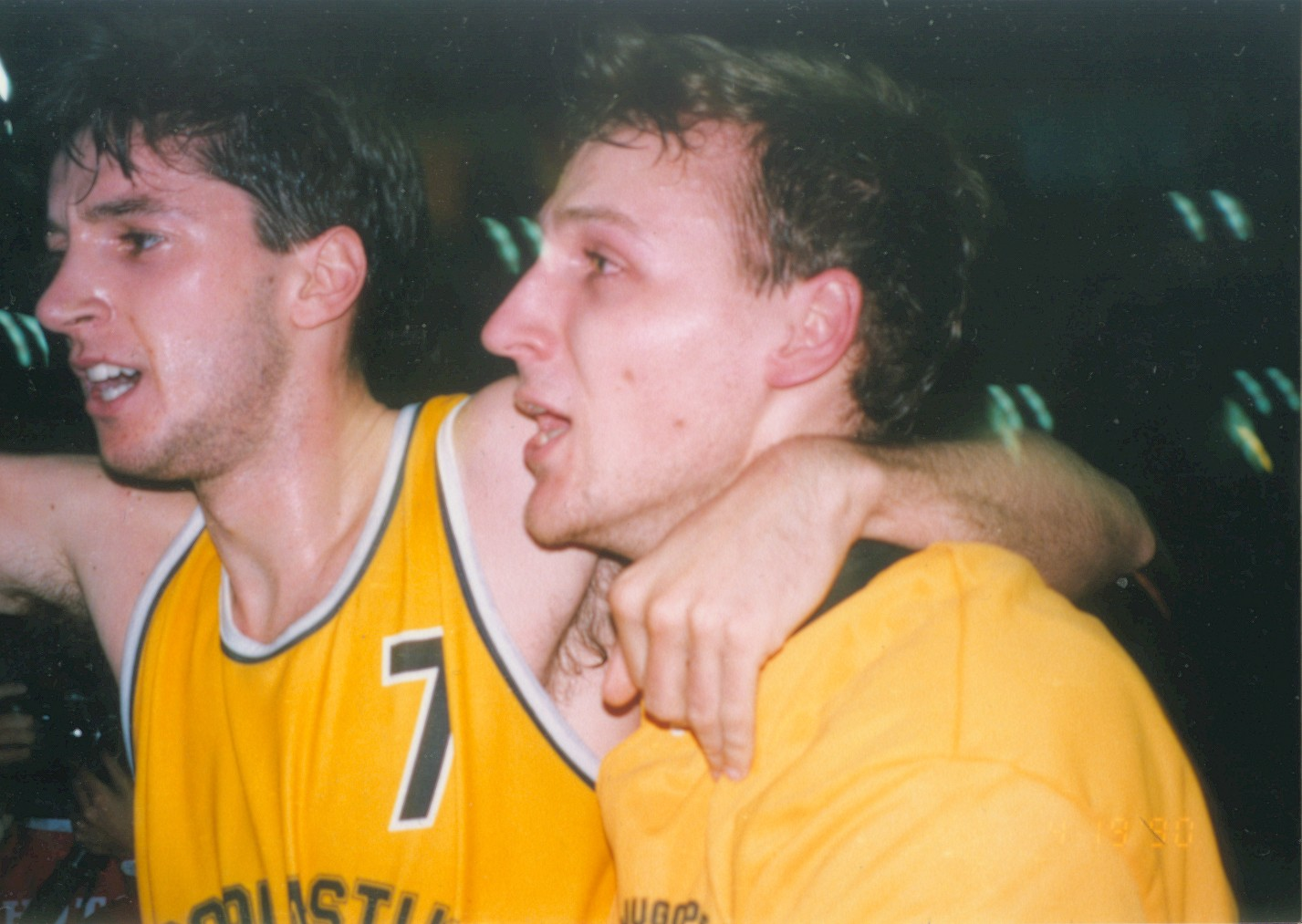
Toni Kukoc e Dino Rađa comemorando título do Jugoplastika Split na Euroliga

O início dos anos 90 trouxe para toda a Europa uma transformação política movida pelo colapso do comunismo no Leste Europeu e a desintegração da União Soviética e da Iugoslávia, bem como a separação da Checoslováquia separando novamente checos e eslovacos. Essas mudanças ditaram o novo ritmo do basquete europeu com a queda das potências União Soviética e Iugoslávia, primeiro sentida pela seleção dos balcãs que disputando o EuroBasket de 1991 na Itália não contou com as estrelas Dražen Petrović e Stojko Vranković, precisando recorrer aos jovens Kukoc e Rađa que haviam dominado a Euroliga com o KK Split.
A Guerra Civil Iugoslava ficou evidente também na seleção iugoslava. A Eslovênia havia declarado a independência logo no início do EuroBasket 1991, e o esloveno Juri Zdovc que havia disputado duas partidas foi impedido de prosseguir junto a delegação, ficando recluso no quarto de hotel sem contato com seus colegas.
O colapso da seleção soviética foi dentro das quadras, antes mesmo do desmembramento de seus países caiu em fase classificatória em grupo formado por Checoslováquia, França e Israel. Os soviéticos perderam as duas primeiras partidas contra os checoslovacos e israelenses, mas foram confiantes contra os franceses. A confiança se mostrou equivocada e perderam para os franceses por 84-85. Esta classificatória foi a última oportunidade destes atletas defenderem a camisa da União Soviética em um Campeonato Europeu.

#### A Surpresa de 1993

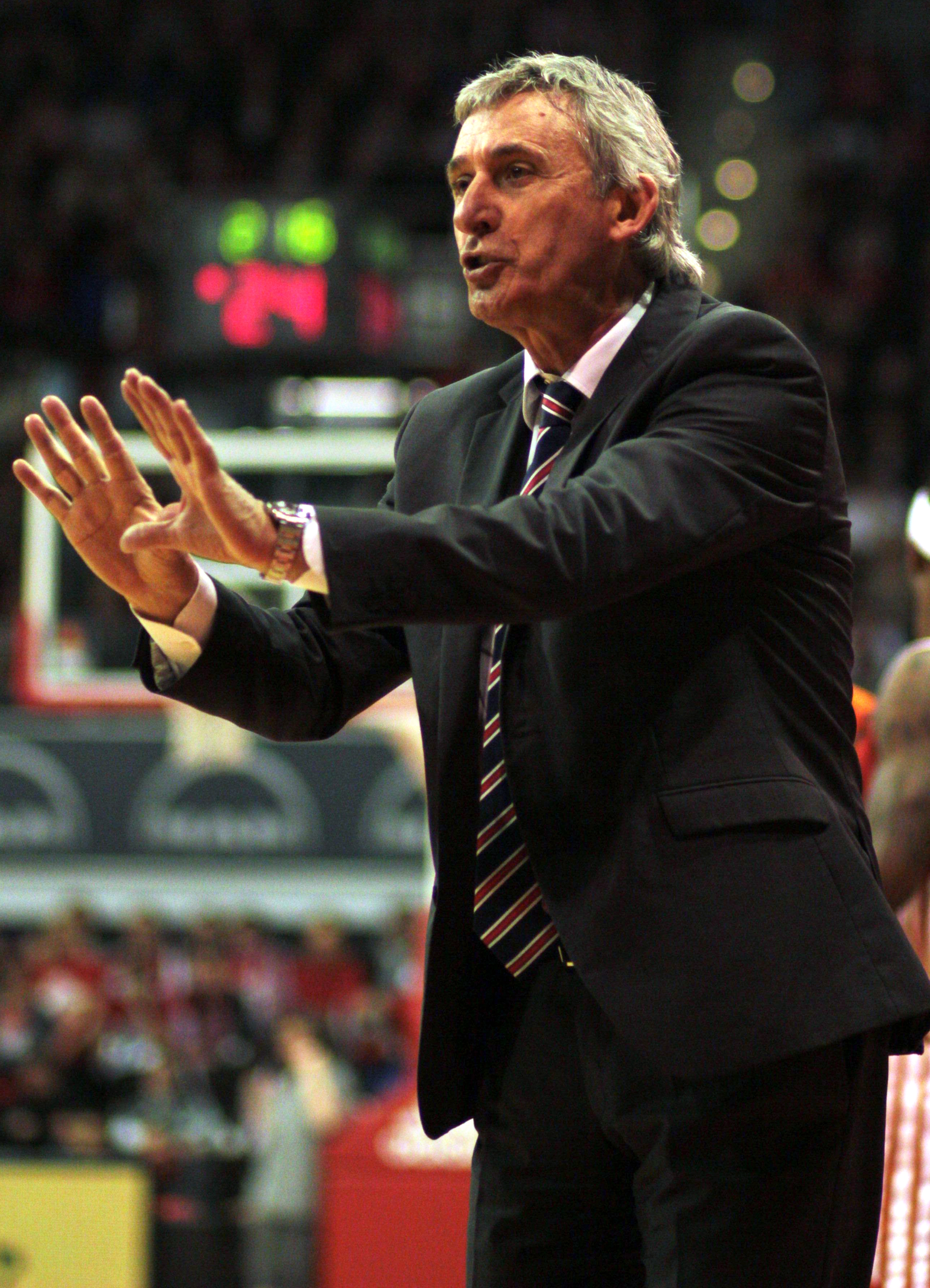
Svetislav Pešić, treinador da Seleção Alemã entre 1987-1993 e 2012

Com a dissolução da Iugoslávia e devido as sanções impostas pela ONU que manteve os atletas iugoslavos fora de quaisquer competições esportivas, restou às recém emancipadas repúblicas oriundas do bloco Iugoslavo representar o basquetebol balcânico e mediante um torneio classificatório "às pressas" classificou Croácia, Eslovénia e Bósnia e Herzegovina.
O EuroBasket de 1993 que foi realizado na Alemanha coube a seleção da casa a grande surpresa deste evento. Mesmo sem contar com sua grande estrela Detlef Schrempf que jogava na NBA na época, a seleção alemã superou-se a cada fase ficando na segunda posição no grupo D com duas vitórias e uma derrota, classificando-se na derradeira posição na segunda fase com duas vitórias e três derrotas, mas desta fase em diante foram derrubando adversários em jogos duríssimos contra Espanha (79-77) nas quartas de finais, Grécia (76-73) nas semifinais e Rússia (71-70), que seria vice-campeã mundial em 1994, na grande final.

#### Uma Final Esperada

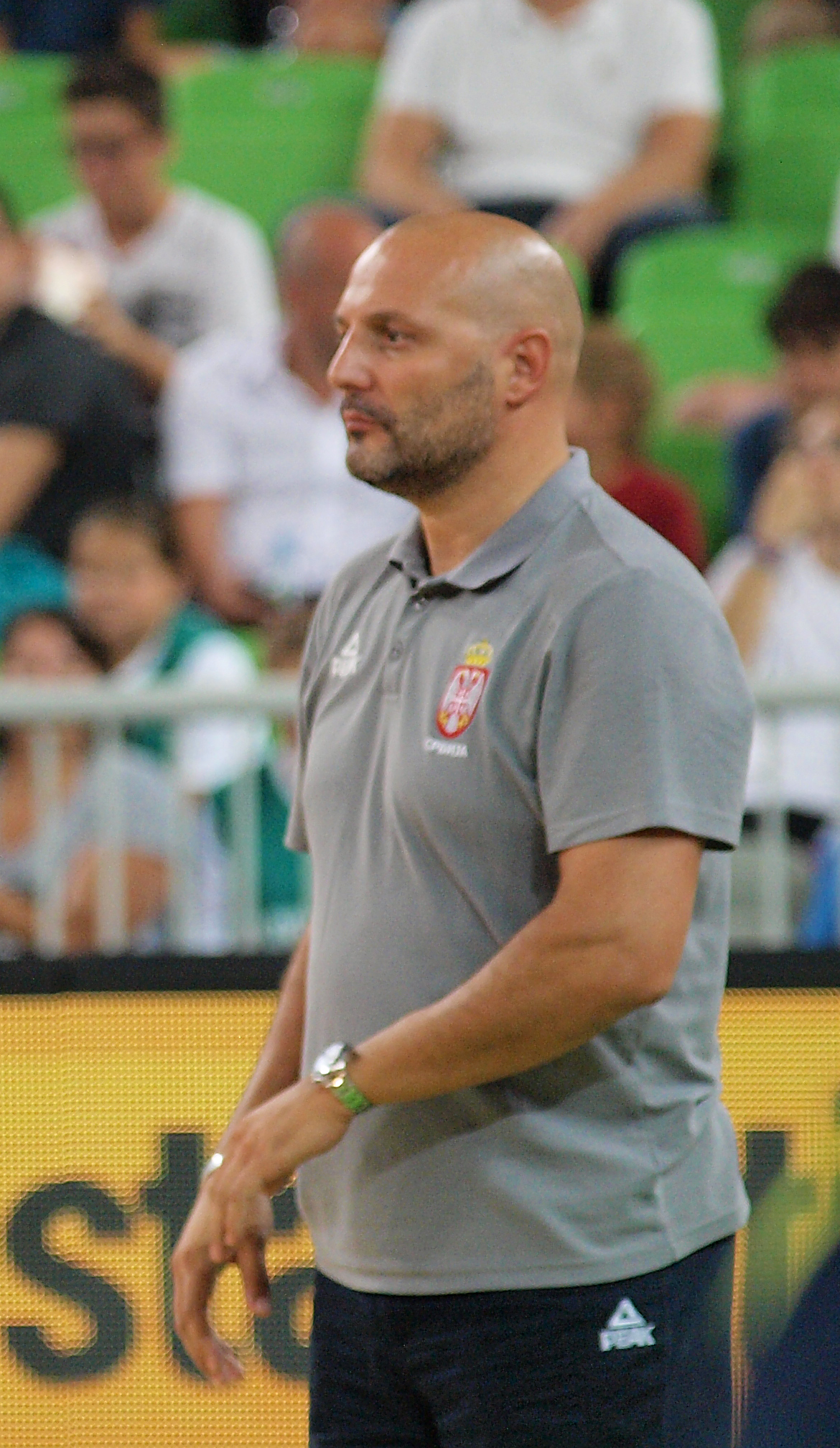
Aleksandar Đorđević, atual técnico da Seleção Sérvia, anotou 41 pontos na final do EuroBasket de 1995.

A Iugoslávia que havia sido liberada da sanção da ONU veio com muita gana de vencer no EuroBasket de 1995 realizado na Grécia e com sobras de estrelas como Dejan Bodiroga, Aleksandar Đorđević e Vlade Divac. A final esperada era entre iugoslavos e lituanos que contavam com seu triunvirato formado por Arvydas Sabonis, Šarūnas Marčiulionis e Rimas Kurtinaitis. A Final realmente aconteceu e teve um Đorđević imparável anotando 41 pontos realizando 9 acertos de três em 12 e do lado lituano Marčiulionis anotando 32 pontos, 6 rebotes e 6 assistências. O Clássico vencido pela Iugoslávia por 96 a 90, teve fatos polêmicos entre jogadores e arbitragem e um grande momento que foi a enterrada de Predrag Danilović sobre o gigante Sabonis.

### Anos 2000
Os cinco eventos realizados entre 2001 e 2009 foram marcados pela pluralidade dos campeões sendo que foram cinco campeões diferente: Iugoslávia em 2001, Lituânia em 2003, Grécia em 2005, Rússia em 2007 e Espanha em 2009.

##### EuroBasket 2001
O primeiro EuroBasket realizado no III Milênio foi marcado pela última vez que a Iugoslávia competiu no Campeonato Europeu sobre as cores do antigo pais, pois entre 2003 e 2006 competiria como Sérvia e Montenegro e a partir de 2006 com a independência de Montenegro passou a competir como Sérvia.

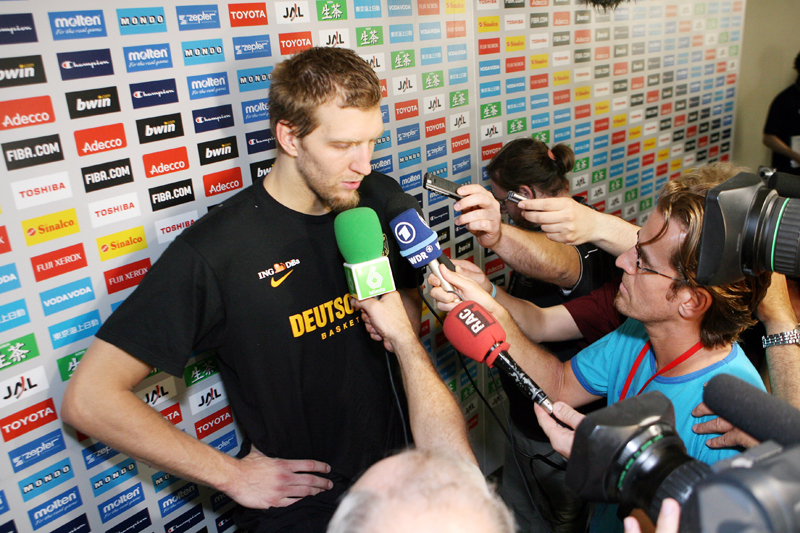
Dirk Nowitzki em entrevista

Outro fator que marcou a década foi o aparecimento de Dirk Nowitzki, que é considerado um dos melhores jogadores da história do basquetebol do velho mundo e está entre os dez maiores cestinhas do torneio.

##### EuroBasket 2003
O EuroBasket de 2003 realizado na Suécia foi marcado pela aclamação da geração lituana capitaneada pelo MVP da competição, Šarūnas Jasikevičius, mas que também contava com Saulius Stombergas, Ramūnas Šiškauskas e Arvydas Macijauskas. O título continental foi o terceiro na história do "Gigante Báltico", o primeiro pós-Independência da Lituânia e o primeiro em 64 anos.

##### EuroBasket 2005
O torneio que voltou para os Balcãs após 30 anos teve a aclamação da Grécia de Vassilis Spanoulis, Dimitris Diamantidis, Theodoros Papaloukas e Nikos Zisis que comandados pelo "Dragão" Panagiotis Giannakis, campeão como jogador em 1987 e nesta ocasião como treinador, venceram a Alemanha do gigante Dirk Nowitzki, que acabou o torneio como MVP,  por 78 a 62.

##### EuroBasket 2007
Após sagrarem-se campeões mundiais em 2006 no Japão, a Seleção Espanhola buscava em seu território conquistar pela primeira vez o título europeu. A geração dos Pau e Marc Gasol, Garbajosa e Calderón viram uma competitiva Seleção Russa  conquistar o título continental com uma cesta do americano naturalizado russo J. R. Holden faltando 2 segundos que virou o jogo para os russos. Andrei Kirilenko foi aclamado o MVP da competição

## Histórico

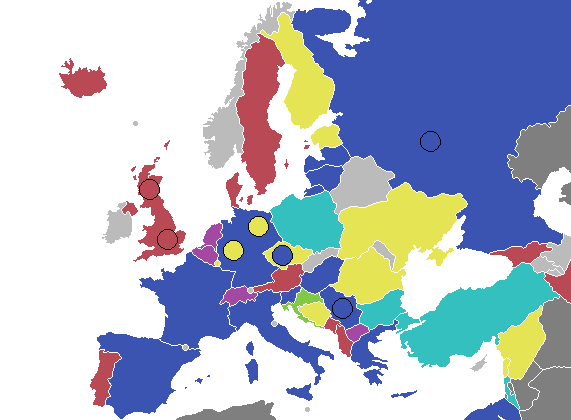
Mapa dos melhores resultados por país no EuroBasket

| Ano  | País organizador                                              | Campeão         | Vice-campeão    | 3º lugar        | MVP                         |
| ---- | ------------------------------------------------------------- | --------------- | --------------- | --------------- | --------------------------- |
| 1935 | Suíça                                                         | Letônia         | Espanha         | Checoslováquia  | Rafael Martín (ESP)         |
| 1937 | Letônia                                                       | Lituânia        | Itália          | França          | Pranas Talzūnas (LIT)       |
| 1939 | Lituânia                                                      | Lituânia        | Letônia         | Polônia         | Pranas Lubinas (LIT)        |
| 1946 | Suíça                                                         | Checoslováquia  | Itália          | Hungria         | Ferenc Németh (HUN)         |
| 1947 | Tchecoslováquia                                               | União Soviética | Checoslováquia  | Egito           | Johann Lossov (URSS)        |
| 1949 | Egito                                                         | Egito           | França          | Grécia          | Huseyin Ozturk (TUR)        |
| 1951 | França                                                        | União Soviética | Checoslováquia  | França          | Ivan Mrazek (TCH)           |
| 1953 | União Soviética                                               | União Soviética | Hungria         | França          | Anatoli Konjev (URSS)       |
| 1955 | Hungria                                                       | Hungria         | Checoslováquia  | União Soviética | János Greminger (HUN)       |
| 1957 | Bulgária                                                      | União Soviética | Bulgária        | Checoslováquia  | Jiri Baumruk (TCH)          |
| 1959 | Turquia                                                       | União Soviética | Checoslováquia  | França          | Viktor Zubkov (URSS)        |
| 1961 | Iugoslávia                                                    | União Soviética | Iugoslávia      | Bulgária        | Viktor Zubkov (URSS)        |
| 1963 | Polônia                                                       | União Soviética | Polônia         | Iugoslávia      | Emiliano Rodríguez (ESP)    |
| 1965 | União Soviética                                               | União Soviética | Iugoslávia      | Polônia         | Modestas Paulauskas (URSS)  |
| 1967 | Finlândia                                                     | União Soviética | Checoslováquia  | Polônia         | Jiri Zednicek (TCH)         |
| 1969 | Itália                                                        | União Soviética | Iugoslávia      | Checoslováquia  | Sergei Belov (URSS)         |
| 1971 | Alemanha                                                      | União Soviética | Iugoslávia      | Itália          | Krešimir Ćosić (IUG)        |
| 1973 | Espanha                                                       | Iugoslávia      | Espanha         | União Soviética | Wayne Brabender (ESP)       |
| 1975 | Iugoslávia                                                    | Iugoslávia      | União Soviética | Itália          | Krešimir Ćosić (IUG)        |
| 1977 | Bélgica                                                       | Iugoslávia      | União Soviética | Checoslováquia  | Dražen Dalipagić (IUG)      |
| 1979 | Itália                                                        | União Soviética | Israel          | Iugoslávia      | Mickey Berkowitz (ISR)      |
| 1981 | Tchecoslováquia                                               | União Soviética | Iugoslávia      | Checoslováquia  | Dragan Kićanović (IUG)      |
| 1983 | França                                                        | Itália          | Espanha         | União Soviética | Juan Antonio Corbalan (ESP) |
| 1985 | Alemanha                                                      | União Soviética | Checoslováquia  | Itália          | Arvydas Sabonis (URSS)      |
| 1987 | Grécia                                                        | Grécia          | União Soviética | Iugoslávia      | Nikos Galis (GRE)           |
| 1989 | Iugoslávia                                                    | Iugoslávia      | Grécia          | União Soviética | Dražen Petrović (IUG)       |
| 1991 | Itália                                                        | Iugoslávia      | Itália          | Espanha         | Toni Kukoč (IUG)            |
| 1993 | Alemanha                                                      | Alemanha        | Rússia          | Croácia         | Christian Welp (ALE)        |
| 1995 | Grécia                                                        | Iugoslávia      | Lituânia        | Croácia         | Šarūnas Marčiulionis (LIT)  |
| 1997 | Espanha                                                       | Iugoslávia      | Itália          | Rússia          | Aleksandar Djordjevic (IUG) |
| 1999 | França                                                        | Itália          | Espanha         | Iugoslávia      | Gregor Fucka (ITA)          |
| 2001 | Turquia                                                       | Iugoslávia      | Turquia         | Espanha         | Predrag Stojaković (SER)    |
| 2003 | Suécia                                                        | Lituânia        | Espanha         | Itália          | Šarūnas Jasikevičius (LIT)  |
| 2005 | Sérvia                                                        | Grécia          | Alemanha        | França          | Dirk Nowitzki (ALE)         |
| 2007 | Espanha                                                       | Rússia          | Espanha         | Lituânia        | Andrei Kirilenko (RUS)      |
| 2009 | Polônia                                                       | Espanha         | Sérvia          | Grécia          | Pau Gasol (ESP)             |
| 2011 | Lituânia                                                      | Espanha         | França          | Rússia          | Juan Carlos Navarro (ESP)   |
| 2013 | Eslovênia                                                     | França          | Lituânia        | Espanha         | Tony Parker (FRA)           |
| 2015 | França(1ª fase e fase final) Alemanha Croácia Letônia         | Espanha         | Lituânia        | França          | Pau Gasol (ESP)             |
| 2017 | Turquia(1ª fase e fase final) Finlândia Israel Romênia        | Eslovênia       | Sérvia          | Espanha         | Goran Dragić (SLO)          |
| 2022 | Alemanha(1ª fase e fase final) República Checa Geórgia Itália | Espanha         | França          | Alemanha        | Willy Hernangómez (ESP)     |
| 2025 | Chipre Finlândia Letônia Polônia                              |                 |                 |                 |                             |

## Quadro de Medalhas
| Pos   | Equipe                    | Ouro | Prata | Bronze | Total |
| ----- | ------------------------- | ---- | ----- | ------ | ----- |
| 1     | União Soviética           | 14   | 3     | 4      | 21    |
| 2     | Iugoslávia/ FR Yugoslavia | 8    | 5     | 4      | 17    |
| 3     | Espanha                   | 4    | 6     | 4      | 14    |
| 4     | Lituânia                  | 3    | 3     | 1      | 7     |
| 5     | Itália                    | 2    | 4     | 4      | 10    |
| 6     | Grécia                    | 2    | 1     | 2      | 5     |
| 7     | Checoslováquia            | 1    | 6     | 5      | 12    |
| 8     | França                    | 1    | 3     | 6      | 10    |
| 9     | Rússia                    | 1    | 1     | 2      | 4     |
| 10    | Hungria                   | 1    | 1     | 1      | 3     |
| 10    | Alemanha                  | 1    | 1     | 1      | 3     |
| 12    | Letônia                   | 1    | 1     | 0      | 2     |
| 13    | Egito                     | 1    | 0     | 1      | 2     |
| 14    | Eslovênia                 | 1    | 0     | 0      | 1     |
| 15    | Sérvia                    | 0    | 2     | 0      | 2     |
| 16    | Polônia                   | 0    | 1     | 3      | 4     |
| 17    | Bulgária                  | 0    | 1     | 1      | 2     |
| 18    | Israel                    | 0    | 1     | 0      | 1     |
| 18    | Turquia                   | 0    | 1     | 0      | 1     |
| 20    | Croácia                   | 0    | 0     | 2      | 2     |
| Total | Total                     | 41   | 41    | 41     | 123   |

(*) Baseado no Quadro de Medalhas no Arquivo da FIBA
(*) União Soviética, Checoslováquia e Iugoslávia são seleções extintas.

## Título de Cestinha das Competições
| Ano  | Cestinha                 | País                 | Média |
| ---- | ------------------------ | -------------------- | ----- |
| 1935 | Livio Franceschini       | Itália               | 16.5  |
| 1937 | Rūdolfs Jurciņš          | Letônia              | 12.5  |
| 1939 | Heino Veskila            | Estônia              | 16.7  |
| 1946 | Paweł Stok               | Polônia              | 12.6  |
| 1947 | Jacques Perrier          | França               | 13.7  |
| 1949 | Hüseyin Öztürk           | Turquia              | 19.3  |
| 1951 | Ivan Mrázek              | Tchecoslováquia      | 17.1  |
| 1953 | Ahmed Idlibi             | Líbano               | 15.9  |
| 1955 | Miroslav Skerik          | Tchecoslováquia      | 19.1  |
| 1957 | Eddy Terrace             | Bélgica              | 23.3  |
| 1959 | Radivoj Korać            | Iugoslávia           | 28.1  |
| 1961 | Radivoj Korać (2)        | Iugoslávia           | 24.0  |
| 1963 | Radivoj Korać (3)        | Iugoslávia           | 26.6  |
| 1965 | Emiliano Rodríguez       | Espanha              | 21.6  |
| 1967 | Georgios Kolokithas      | Grécia               | 26.7  |
| 1969 | Georgios Kolokithas (2)  | Grécia               | 23.5  |
| 1971 | Edward Jurkiewicz        | Polônia              | 22.6  |
| 1973 | Atanas Golomeev          | Bulgária             | 22.3  |
| 1975 | Atanas Golomeev (2)      | Bulgária             | 22.9  |
| 1977 | Kees Akerboom            | Países Baixos        | 27.0  |
| 1979 | Mieczysław Młynarski     | Polônia              | 26.6  |
| 1981 | Mieczysław Młynarski (2) | Polônia              | 23.1  |
| 1983 | Nikos Galis              | Grécia               | 33.0  |
| 1985 | Doron Jamchi             | Israel               | 28.1  |
| 1987 | Nikos Galis (2)          | Grécia               | 37.0  |
| 1989 | Nikos Galis (3)          | Grécia               | 35.6  |
| 1991 | Nikos Galis (4)          | Grécia               | 32.4  |
| 1993 | Sabahudin Bilalović      | Bósnia e Herzegovina | 24.6  |
| 1995 | Šarūnas Marčiulionis     | Lituânia             | 22.5  |
| 1997 | Oded Katash              | Israel               | 22.0  |
| 1999 | Alberto Herreros         | Espanha              | 19.2  |
| 2001 | Dirk Nowitzki            | Alemanha             | 28.7  |
| 2003 | Pau Gasol                | Espanha              | 25.8  |
| 2005 | Dirk Nowitzki (2)        | Alemanha             | 26.1  |
| 2007 | Dirk Nowitzki (3)        | Alemanha             | 24.0  |
| 2009 | Pau Gasol (2)            | Espanha              | 18.7  |
| 2011 | Tony Parker              | França               | 22.1  |
| 2013 | Tony Parker (2)          | França               | 19.0  |
| 2015 | Pau Gasol (3)            | Espanha              | 25.6  |
| 2017 | Alexey Shved             | Rússia               | 24.3  |
| 2022 | Lauri Markkanen          | Finlândia            | 27.9  |

## Quintetos Ideais
| Ano  | Quinteto Ideal                                                                                               |
| ---- | --- |
| 1967 | Sergei Belov - Modestas Paulauskas - Jiří Zedníček (MVP) - Jiří Zídek - Veikko Vainio                        |
| 1969 | Sergei Belov (MVP) - Ivo Daneu - Edward Jurkiewicz - Krešimir Ćosić - Clifford Luyk                          |
| 1971 | Sergei Belov - Modestas Paulauskas Edward Jurkiewicz - Krešimir Ćosić - Atanas Golomeev                      |
| 1973 | Sergei Belov - Francisco Buscato - Wayne Brabender (MVP) - Krešimir Ćosić - Atanas Golomeev                  |
| 1975 | Sergei Belov - Dražen Dalipagić - Wayne Brabender - Krešimir Ćosić (MVP) - Atanas Golomeev                   |
| 1977 | Zoran Slavnić - Miki Berkovich - Dražen Dalipagić (MVP) - Kees Akerboom - Atanas Golomeev                    |
| 1979 | Sergei Belov - Dragan Kićanović - Miki Berkovich (MVP) - Krešimir Ćosić - Vladimir Tkachenko                 |
| 1981 | Valdis Valters - Dragan Kićanović (MVP) - Dražen Dalipagić - Anatoly Myshkin - Vladimir Tkachenko            |
| 1983 | Juan Antonio Corbalán (MVP) - Nikos Galis - Juan Antonio San Epifanio - Stanislav Kropilák - Arvydas Sabonis |
| 1985 | Valdis Valters - Dražen Petrović - Detlef Schrempf - Fernando Martín - Arvydas Sabonis (MVP)                 |
| 1987 | Šarūnas Marčiulionis - Nikos Galis (MVP) - Alexander Volkov - Andrés Jiménez - Panagiotis Fasoulas           |
| 1989 | Dražen Petrović (MVP) - Nikos Galis - Žarko Paspalj - Stéphane Ostrowisk - Dino Rađa                         |
| 1991 | Nikos Galis - Ferdinando Gentile - Toni Kukoc (MVP) - Antonio Martín - Vlade Divac                           |
| 1993 | Sergei Bazarevich - Jordi Villacampa- Fanis Christodoulou - Chris Welp (MVP) - Dino Rađa                     |
| 1995 | Arvydas Sabonis - Šarūnas Marčiulionis (MVP) - Toni Kukoc - Vlade Divac - Fanis Christodoulou                |
| 1997 | Oded Kattash - Peja Stojaković - Artūras Karnišovas - Gregor Fučka - Mikhail Mikhaylov                       |
| 1999 | Carlton Myers - Andrea Meneghin - Alberto Herreros - Dejan Bodiroga - Gregor Fučka (MVP)                     |
| 2001 | Dirk Nowitzki - Pau Gasol - Peja Stojaković-(MVP) Hedo Türkoğlu - Damir Mulaomerovic                         |
| 2003 | Tony Parker - Šarūnas Jasikevičius (MVP) - Saulius Štombergas - Andrei Kirilenko - Pau Gasol                 |
| 2005 | Theodoros Papaloukas - Juan Carlos Navarro - Dimitris Diamantidis - Dirk Nowitzki (MVP) - Boris Diaw         |
| 2007 | José Calderón - Ramūnas Šiškauskas - Andrei Kirilenko (MVP) - Dirk Nowitzki - Pau Gasol                      |
| 2009 | Vassilis Spanoulis - Miloš Teodosić - Rudy Fernández - Erazem Lorbek - Pau Gasol (MVP)                       |
| 2011 | Tony Parker - Bo McCalebb - Juan Carlos Navarro (MVP) - Andrei Kirilenko - Pau Gasol                         |
| 2013 | Tony Parker (MVP) - Goran Dragić - Bojan Bogdanović - Linas Kleiza - Marc Gasol                              |
| 2015 | Sergio Rodríguez – Nando de Colo - Jonas Mačiulis - Jonas Valančiūnas - Pau Gasol (MVP)                      |
| 2017 | Pau Gasol - Luka Dončić - Goran Dragić (MVP) - Alexey Shved - Bogdan Bogdanović                              |
| 2022 | Dennis Schroder - Lorenzo Brown - Willy Hernangómez (MVP) - Giannis Antetokounmpo - Rudy Gobert              |